# ジョバンニ・カンティ
ジョバンニ・カンティ(Giovanni Canti, 1653年12月5日 - 1716年7月4日)は、イタリアのバロック時代の画家である。
イタリアパルマ生まれ。 
18世紀初頭に活躍した。 
彼の弟子の中にはジュゼッペ・バッツァーニとフランチェスコ・マリア・ライネリがいた。
イタリアマントヴァに居住し、主に戦闘用の駒や風景を描いた。
また、マントヴァのSanta Maria della Carità教会の祭壇画Madonna and Child and Saintsを描いた。